# Fédération des Communautés juives de Hongrie
La Fédération des communautés juives de Hongrie (en hongrois : Magyarországi Zsidó Hitközségek Szövetsége, Mazsihisz) a été créée à la fin du régime communiste pour regrouper les Juifs de Hongrie. Elle les représente auprès du Congrès juif mondial. 

## Histoire
En 1950, le régime communiste a obligé toutes les communautés et groupes religieux juifs survivants à fusionner au sein de la Magyar Izraeliták Országos Képviselete (Représentation nationale israélite hongroise, ou MIOK). Le Mazsihisz est issu d'une restructuration de la MIOK en 1991, après la chute du régime.